# Víctor François Etchegaray
Víctor François Etchegaray (7 de abril de 1878 - 13 de julho de 1915) foi um futebolista que atuou como zagueiro. e com nacionalidade apontada como sendo argentina.

## Carreira
Foi um dos fundadores do Fluminense Football Club e marcava sua presença por sua elegância e toque refinado. Sempre foi muito elogiado por Marcos Carneiro de Mendonça.
Menos de um mês depois de ser fundado, no dia 15 de agosto de 1902, antes de sua primeira partida de futebol, que se daria em 19 de outubro, o Fluminense obteve a primeira vitória de sua História esportiva por meio de Víctor Etchegaray, que venceu a prova das 100 jardas, quando o Fluminense apresentou em público a sua primeira equipe de atletismo, em homenagem à coroação do Rei Eduardo VII do Reino Unido, em competição promovida pelo Rio Cricket, na cidade de Niterói.
Participou da primeira partida de futebol oficial do clube, fez parte da equipe que conquistou o histórico tetracampeonato carioca de 1906/1907/1908/1909, e assim como o seu irmão Emile, disputou todos os jogos da campanha do tetra.
Ao todo, participou de 87 jogos pelo Fluminense, tendo marcado 7 gols.

## Títulos
Fluminense
- Campeonato Carioca: 1906, 1907, 1908 e 1909.